# King Trigger
King Trigger war eine englische Band aus London. Sie war Anfang der 1980er-Jahre aktiv.

## Geschichte
Nach der Auflösung ihrer Punkband The Scoop im Jahre 1980 gründeten Sänger Sam Hodgkin und Gitarrist Martyn Clapson die Band Screaming King Trigger, die ihren Namen bald auf King Trigger verkürzte. Weitere Bandmitglieder waren die aus Grenada stammende Trudi Baptiste, Stuart Kennedy und der mit Clapson befreundete Ian Cleverly. 
Die Band unterschrieb einen Vertrag bei Chrysalis Records und tourte als Vorband der Thompson Twins. Im Jahre 1982 erschienen die Single The River, die in Australien und im Vereinigten Königreich Chartplatzierungen erreichte. Im selben Jahr erschienen eine weitere Single und ein von Steve Lillywhite produziertes Album. Die Band konnte damit jedoch nicht an den Erfolg von The River anknüpfen.
2007 wurden die Single The River und das Album Screaming als MP3-Downloads wiederveröffentlicht.

## Diskografie

### Alben
- Screaming (1982)

### Singles
- The River (1982)
- Temptation (1982)